# スイミングスクール

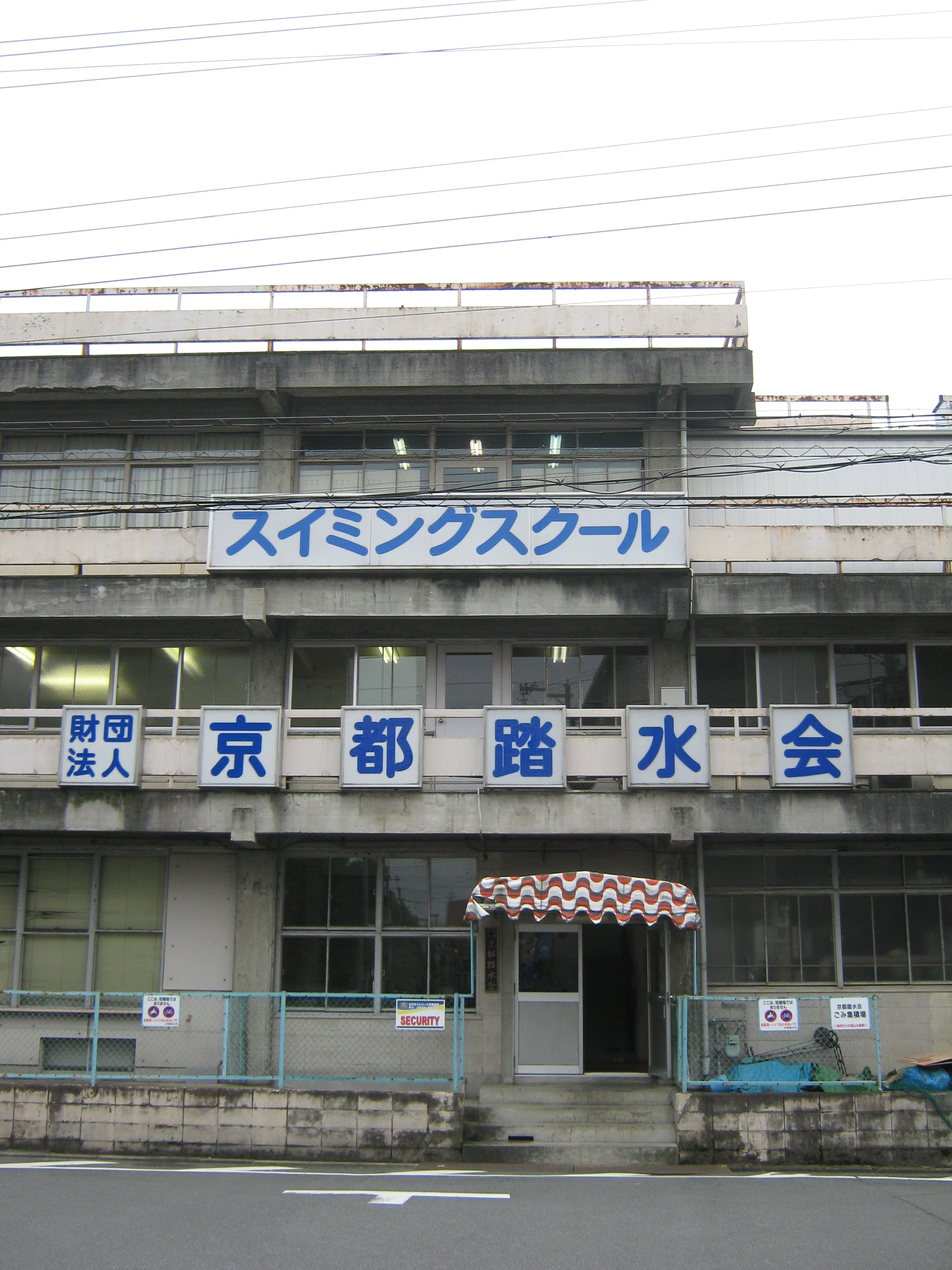
スイミングスクールの財団法人京都踏水会

スイミングスクールとは、プールや海などで水泳を教える教室・講座のこと。水泳教室、スイミング教室、スイミングクラブとも称する。学校教育の一環で行われるものについてはこのような呼称を使用することは少なく、より一般的な理解では「競泳用プールにおいて競泳としての泳法を教え、トレーニングを行う組織・施設」を指し、本稿ではこれについて説明する。和製英語であり英語ではswimming classと表記するのが一般的である。

## 組織・施設
株式会社等の法人組織が多いが社団法人日本スイミングクラブ協会の資格においては個人運営のものも認められている。スイミングスクール専業のもののほか、スポーツクラブ・フィットネスクラブの大手チェーンもある。
スイミングスクール専用のプールを持つものが多く、スポーツクラブに併設されているプール又は公営プール等でおこなわれる場合がある。プールの長さは25メートルが標準的であるが、50メートルのものを備えていることもある。通年で営業されるスイミングスクールの場合は屋内にあり水温調整されていることが通常である。付帯設備としてジャグジーやサウナを備えている施設も多い。

## 歴史
日本における最初期のスイミングスクールは、1965年開設の代々木スイミングクラブや山田スイミングクラブである。
1970年代頃から、ガラス張りでサウナなどを備えた近代的なスイミングスクールが増え始めた。

## 対象年齢・教育内容
若年層が中心であるが、近年では水泳の体力増進の効果を期待した成年・熟年・老人層を対象とするものもある。年齢層や個々の練度に応じてクラス（コース）分けがされていることが通常であり、クラスごとにコーチがつき指導を行う。日本スイミングクラブ協会が認定する全国統一の「泳力認定」を基準としてクラス分け、達成目標などにする場合もある。
これらの教育に携わる者について法律的な制限はないが、日本体育協会の認定する資格として「水泳教師」「水泳上級教師」、日本スイミングクラブ協会が認定する資格として「水泳インストラクター」資格がある。この他にも事故発生時の対応のために救急法の講習を受けた者などが望ましい。

### 乳幼児・小学生
早いものでは乳幼児を対象としたクラスもあり、小学生を対象とするクラスは「お稽古ごと」の代表的なものの一つである。（ベネッセの行った小中学生を対象とした2005年の調査では「今までに経験したことのある習い事」ではスイミングスクールは第1位の66.8%となっている。）
乳幼児・小学生を対象としたクラスでは、水に顔を付けることや水中に潜ること、ビート板などの補助用具を用いて短い距離をバタ足で泳ぐなどして「水に慣れる」ことを第一段階とする。このような段階においては水深の浅いプールを使用したり、プール内にすのこ状の台を沈めるなどして不意に水中に溺れることがないような配慮がおこなわれる。
その後、クロール、平泳ぎ、背泳ぎ、バタフライ等の泳法ごとに練習を行い、同時に泳げる距離を伸ばし、タイムを短縮することを目標としてゆく。

### 中学生・高校生
中学生・高校生を対象とするクラスは競泳選手を育成することを重視するものも多く、日本においてはオリンピックメダリストをはじめとした有力選手を数多く輩出する組織となっている。有望選手の場合には育成費用等はスイミングスクール側において負担する場合もある。

### 成年層以降
成年層から老人層を対象とするクラスは、ダイエット等の健康増進や、子供のときに泳げなかったことを克服することや新しい泳法をマスターするクラスなどがある。泳法以外では水の抵抗を生かして運動量を上げ、水中で歩いたり走ったりするアクアウォーキング、エアロビクスの一種であるアクアビクス等の講座が主にフィットネスクラブ併設のスイミングスクールに見られる。